# Museo de Historia de Suecia
El Museo Histórico Sueco (en sueco: Historiska museet), o Museo Estatal de Historia de Suecia (Statens historiska museum), es un museo histórico y arqueológico de Estocolmo, Suecia. El museo, que cubre el desarrollo histórico y cultural de Suecia desde el Mesolítico hasta la actualidad, cuenta con una serie de exposiciones permanentes y alberga anualmente exhibiciones especiales que vinculan la historia con temas de la actualidad.
Fundado en 1866 como institución pública, el Museo de Historia Sueco tiene sus orígenes en las colecciones de arte y objetos históricos reunidos por la monarquía sueca a partir del siglo xvi. Teniendo la condición de agencia estatal, su objetivo es coleccionar y preservar objetos de la historia local y regional, y asegurar que el conocimiento adquirido en torno a ellos esté disponible al público a través de sus exhibiciones y eventos públicos.
El museo forma parte de la entidad pública Museos Históricos Nacionales (Statens historiska museer), de la que forman parte la mayoría de instituciones culturales más importantes del país, como el Real Gabinete de Monedas, el Museo de la Fábrica de Papel y la Comisión de Arqueología Sueca. El museo es también uno de cinco Ansvarsmuseum (museos de categoría mayor), es decir, tiene la responsabilidad de coordinar actividades entre museos, apoyar a otros museos y contribuir al desarrollo de las relaciones entre los museos y la sociedad sueca.

## Descripción
La espaciosa superficie interior del museo ofrece suficiente sitio para poder ofrecer amplias exposiciones, tanto permanentes como especiales. Las exposiciones permanentes están ordenadas cronológicamente en salas que dan al patio interior, con las colecciones precristianas en la planta baja y las colecciones a partir de finales del siglo viii en las plantas superiores. Las salas se actualizan constantemente tanto tecnológicamente como en espacio y distribución para acomodar nuevas exposiciones.
El vestíbulo fue renovado en 1994 para conferir una impresión moderna de una sala de caballeros medieval. El suelo se confeccionó de piedra y las vigas sobresalientes del techo están hechas de hormigón.

### La Sala de Oro
Penetrando el lecho de roca debajo del patio central se encuentra una bóveda de hormigón de 700 m² conocida como la Sala de Oro, célebre por la gran cantidad de objetos de oro y plata albergadas y exhibidas en ella. Fue construida en 1994, siendo financiada por la Fundación Knut y Alice Wallenberg.
La sala de Oro alberga alrededor de 3000 objetos –algunos muy raros– hechos de un total de 52 kg de oro y más de 200 kg de plata. Fue diseñada como un lugar de culto místico, con una representación del Manantial de Mimir en su centro. El suelo y los pilares de la sala son de piedra caliza y granito negro, y la decoración es de hierro forjado. El acceso a la sala pasa por un pasaje subterráneo desde el vestíbulo.
La exhibición de las piezas al público general solo fue permitida una vez implantadas unas estrictas medidas de seguridad, que actualmente cuentan con las últimas tecnologías.

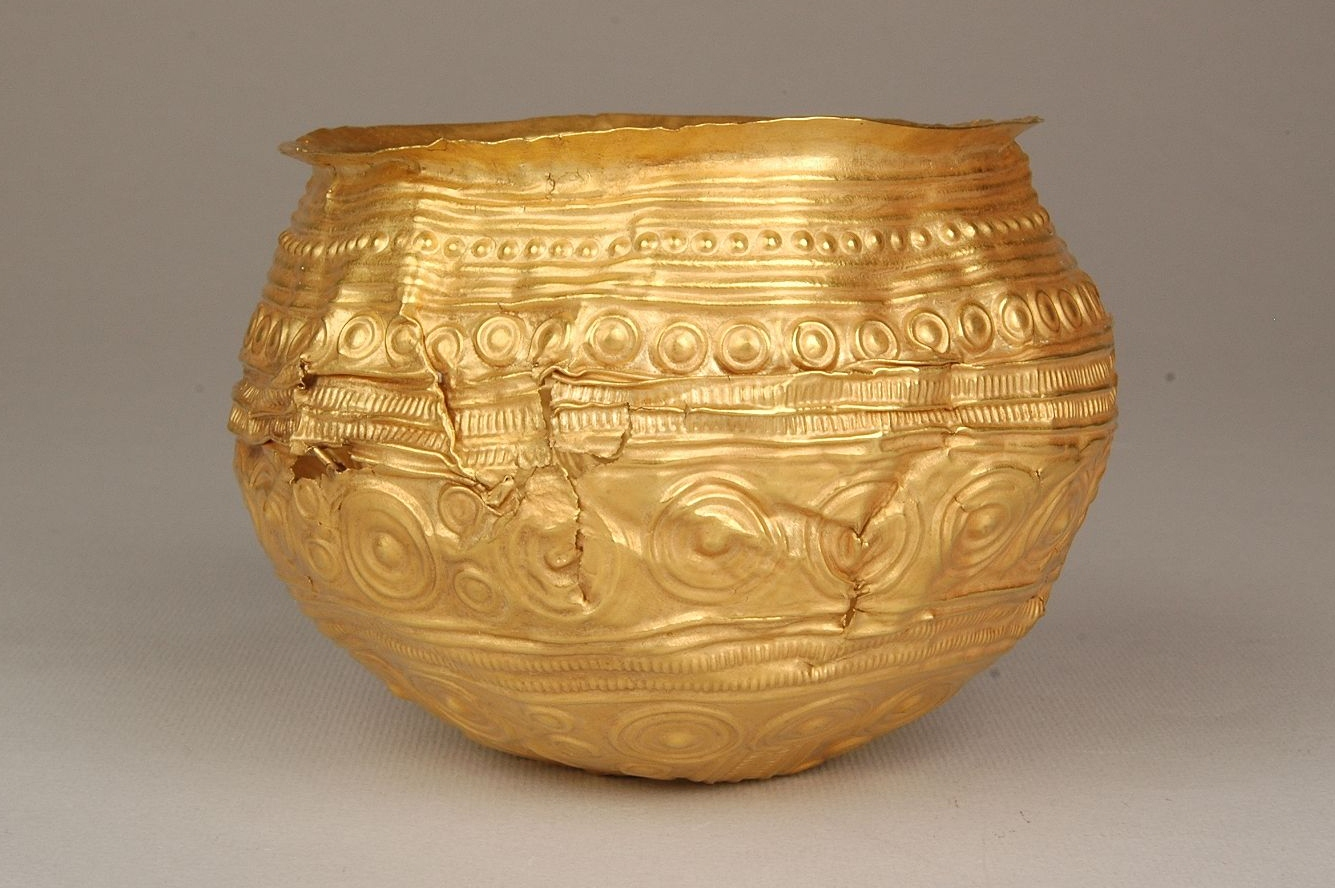
El cuenco de Blekinge hecho de papel de oro fino, fechado entre 1100-900 a. C.
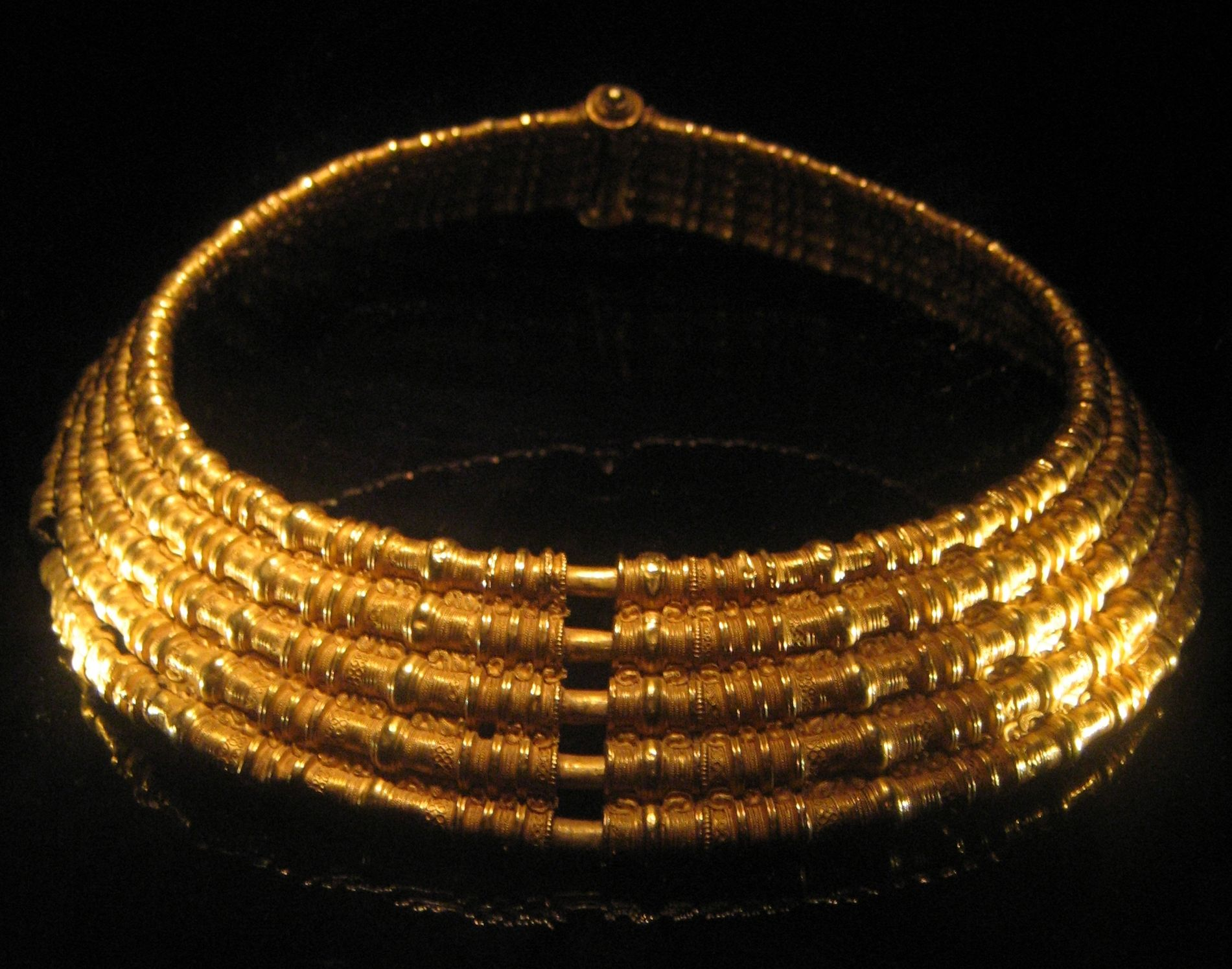
El collar de oro de cinco anillos de Färjestadens, Öland
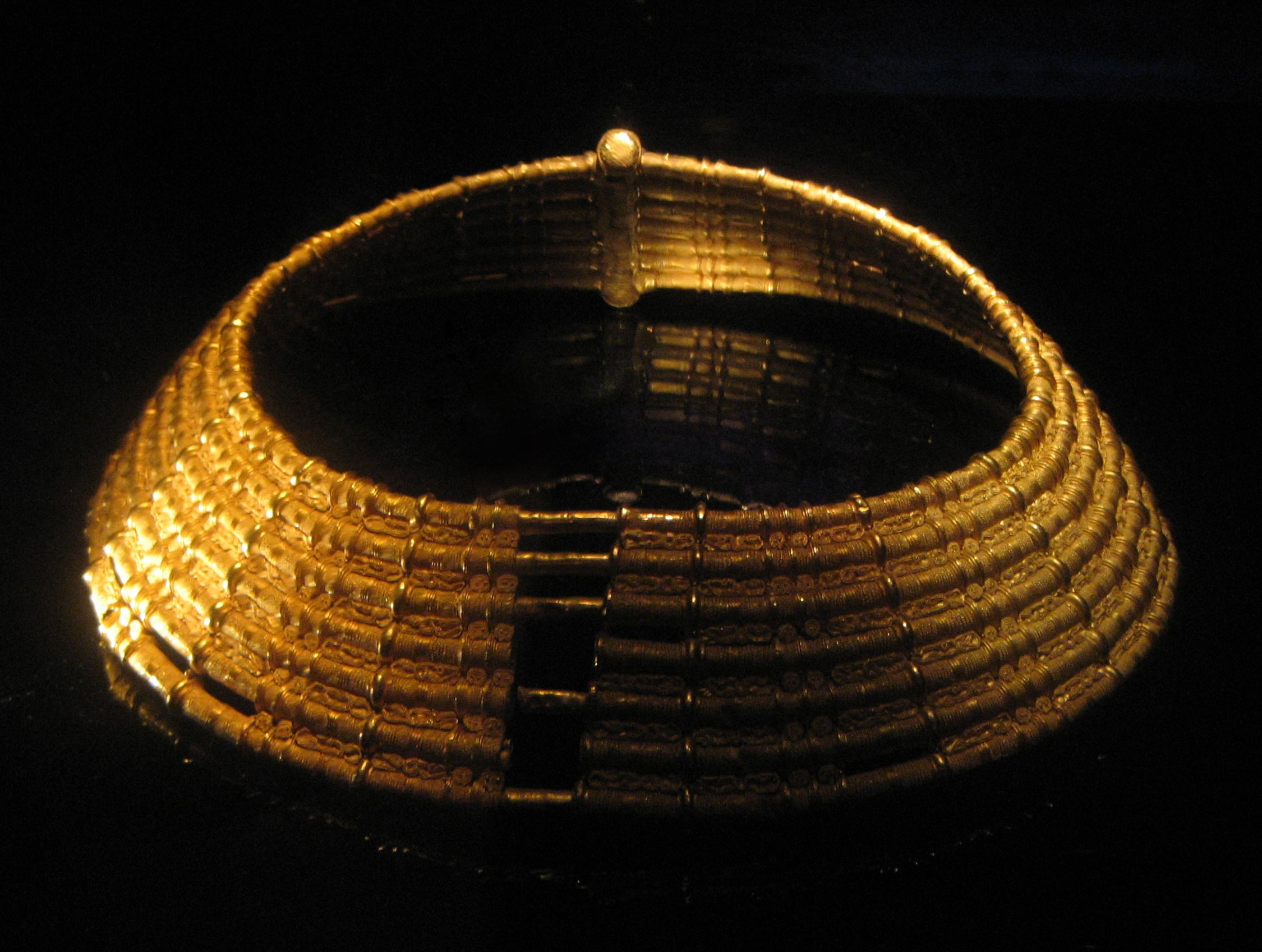
El collar de oro de siete anillos de Mönekragen, Vestrogotia
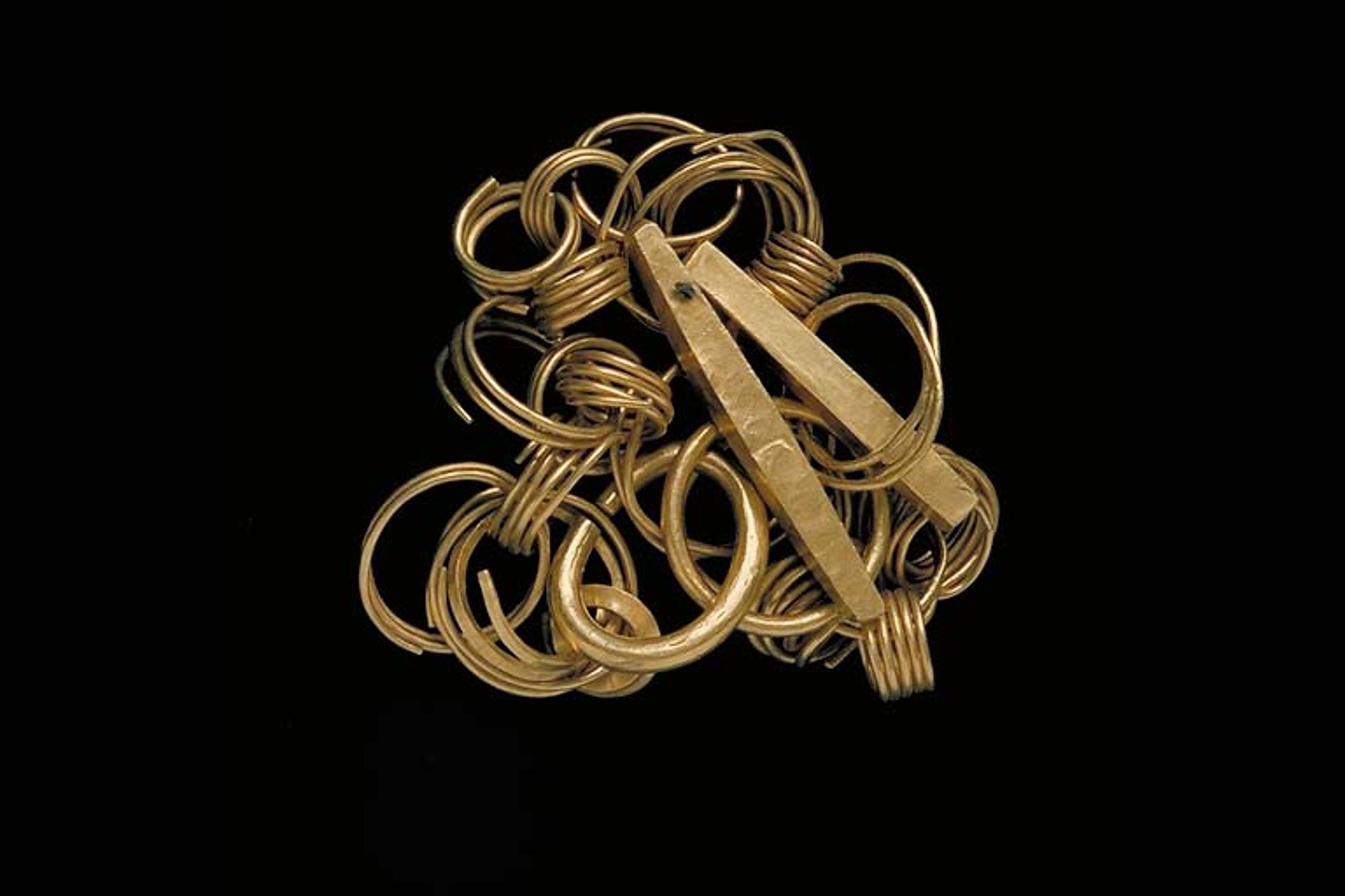
El Tesoro de Timboholm
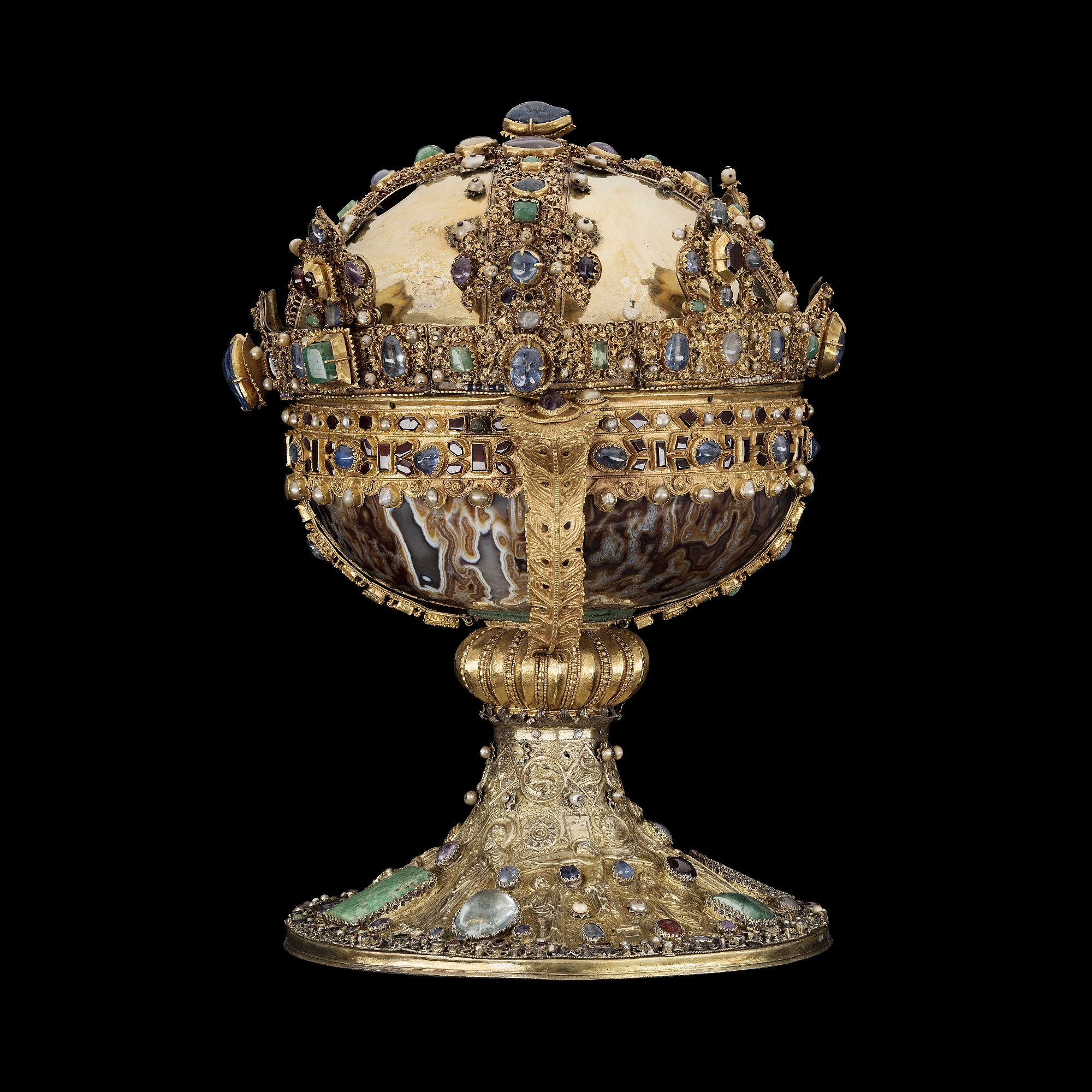
El Relicario de Santa Isabel

### Colecciones
El Museo Histórico es uno de los museos más grandes de Suecia, que cuenta con más de 10 millones de piezas, registradas con alrededor de 34 000 números de inventario, siendo una de las mayores colecciones de antigüedades de Europa. Cerca de 6200 objetos están en exhibición en cada momento.
La colección de los vikingos comprende objetos de los años de 800-1050, incluyendo armas y armadura, el remo de Söderala, el cofre de Mästermyr, hallazgos arqueológicos de Birka —centro comercial de la isla de Björkö en la época vikinga, declarado Patrimonio de la Humanidad por la Unesco—, artículos religiosos de la época, objetos raros traídos de los viajes e incursiones en otras partes del mundo, así como miles de hallazgos relacionados con la vida cotidiana durante ese período.

Los objetos más destacados de la Sala de Oro son una serie de collares que datan de alrededor de 350-500, fabricados en oro moldeado a partir de monedas romanas, y otros objetos como joyas vikingas de plata, relicarios enjoyados de la Edad Media, monedas, espadas ceremoniales y botines de guerra.

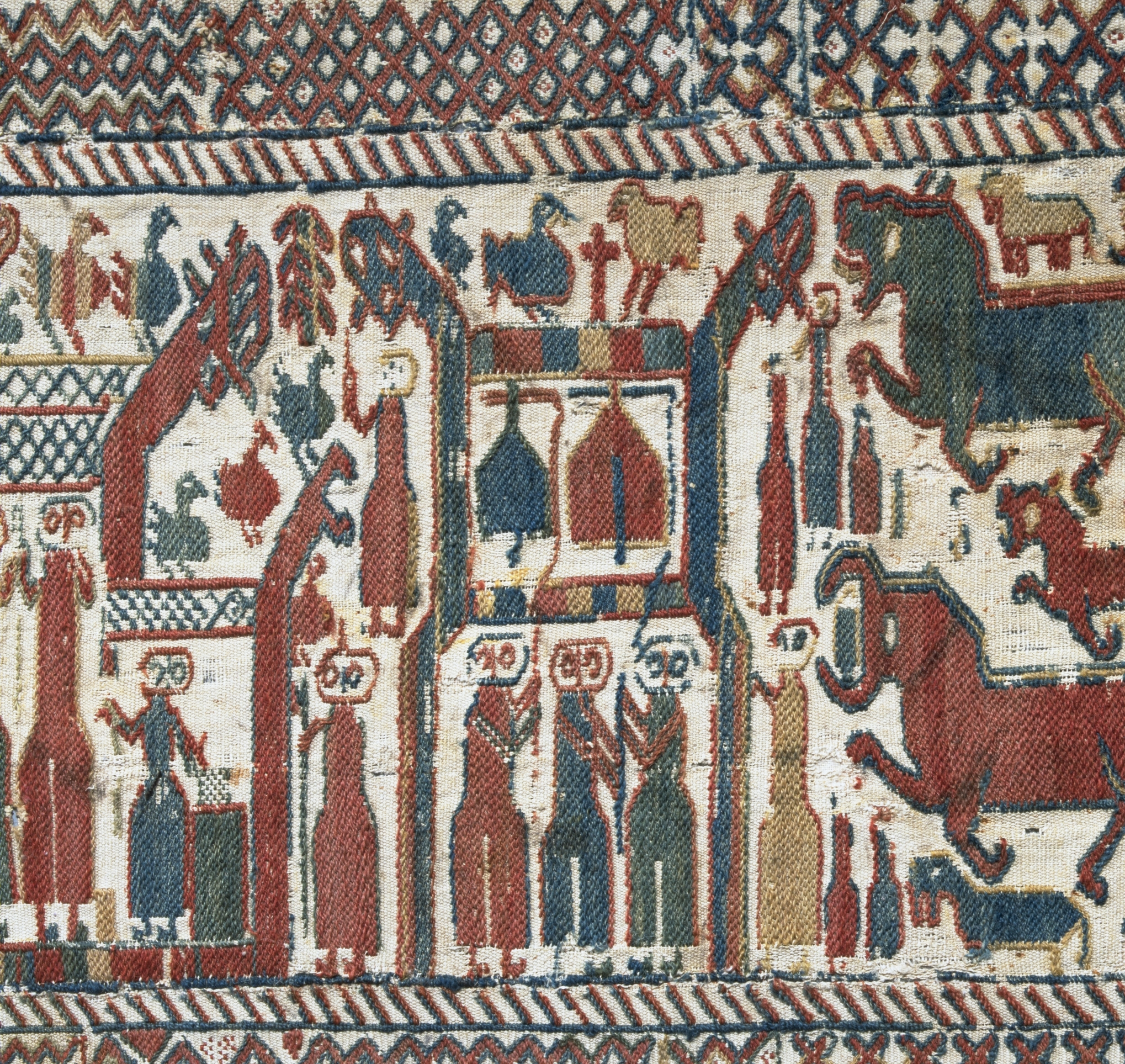
Parte del tapiz de Skog

La gran cantidad de objetos hechos de metales preciosos conservados en el museo se debe a una ley del siglo xvii, aún vigente a día de hoy, que establece que todos los hallazgos de este tipo que tengan cien años o más y sin dueño, debían ser «rescatados» por el gobierno y enviados al Museo de Historia.
La colección de arte eclesiástico sueco es muy extensa, teniendo sus orígenes desde el siglo xii hasta el período posterior a la Reforma. Contiene objetos como esculturas de madera, retablos y crucifijos, entre los que se encuentran el Relicario de Santa Isabel (Elisabethrelikvariet) y la Virgen de Viklau (Viklaumadonnan), una de las esculturas de madera mejor conservadas de la Europa del siglo xii.
La colección de obras de textil de la Edad Media se guarda en la Cámara del Textil. Se trata principalmente de prendas usadas en las iglesias o por sacerdotes y obispos. El objeto más antiguo y conocido de esta colección es el tapiz de Skog, un tapiz del siglo xiii de la iglesia de Skog. Fue hallado en 1912 envuelto en torno de una corona nupcial. Otra pieza destacada es el tapiz de Grödinge.

#### Base de datos y acceso por Internet
El museo cuenta con una amplia base de datos en línea. En 2011 se pudo acceder por internet a la información sobre 480 000 objetos, de los que 65 000 contaban con entradas ilustradas con dibujos o fotografías. Además, se han catalogado aproximadamente 267 300 hallazgos de huesos, con un peso total de unas 111 toneladas. También se recoge información sobre 55 900 yacimientos arqueológicos y otros sitios en Suecia donde se realizaron los hallazgos.
La base de datos se amplía y actualiza constantemente.

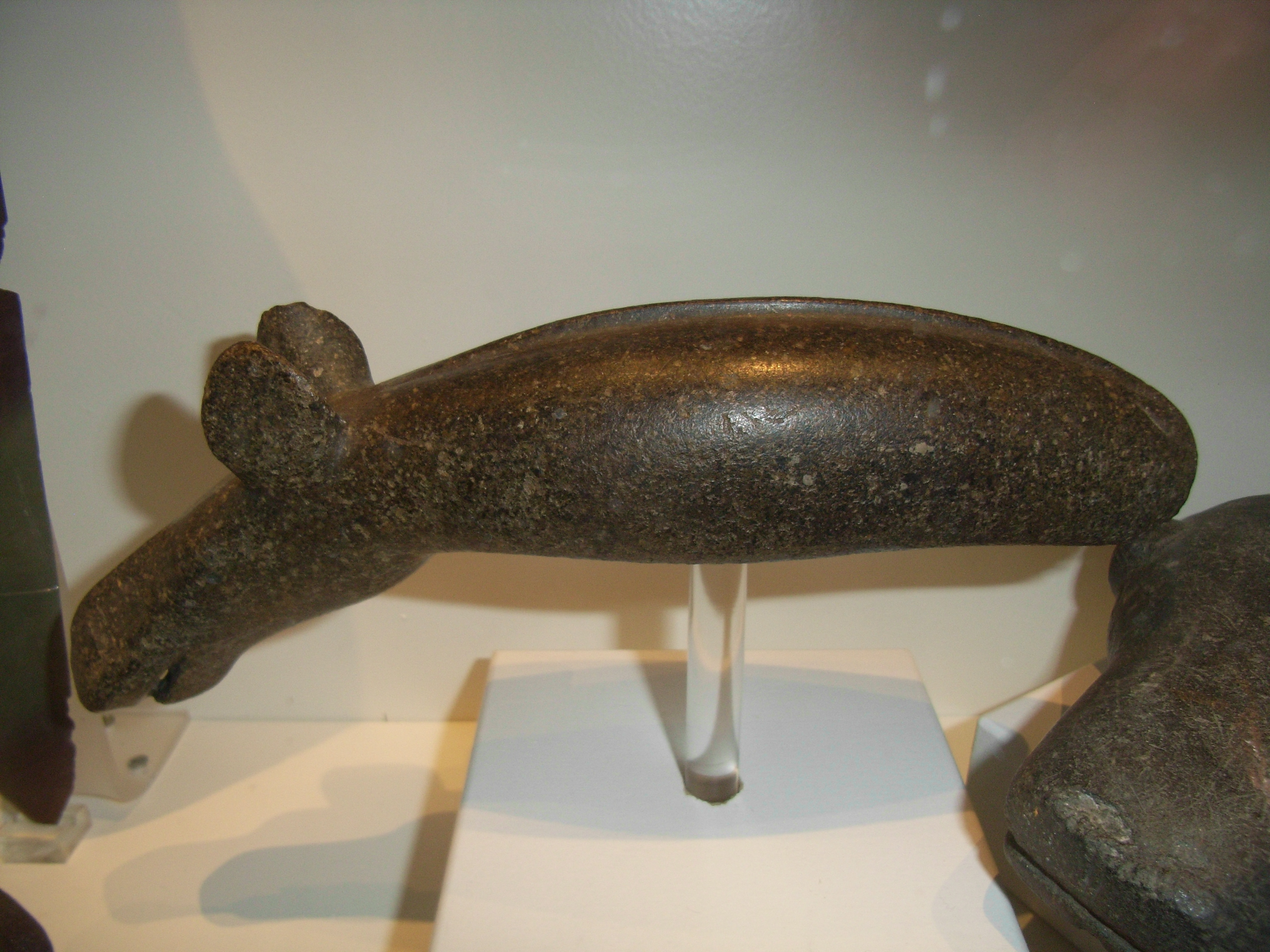
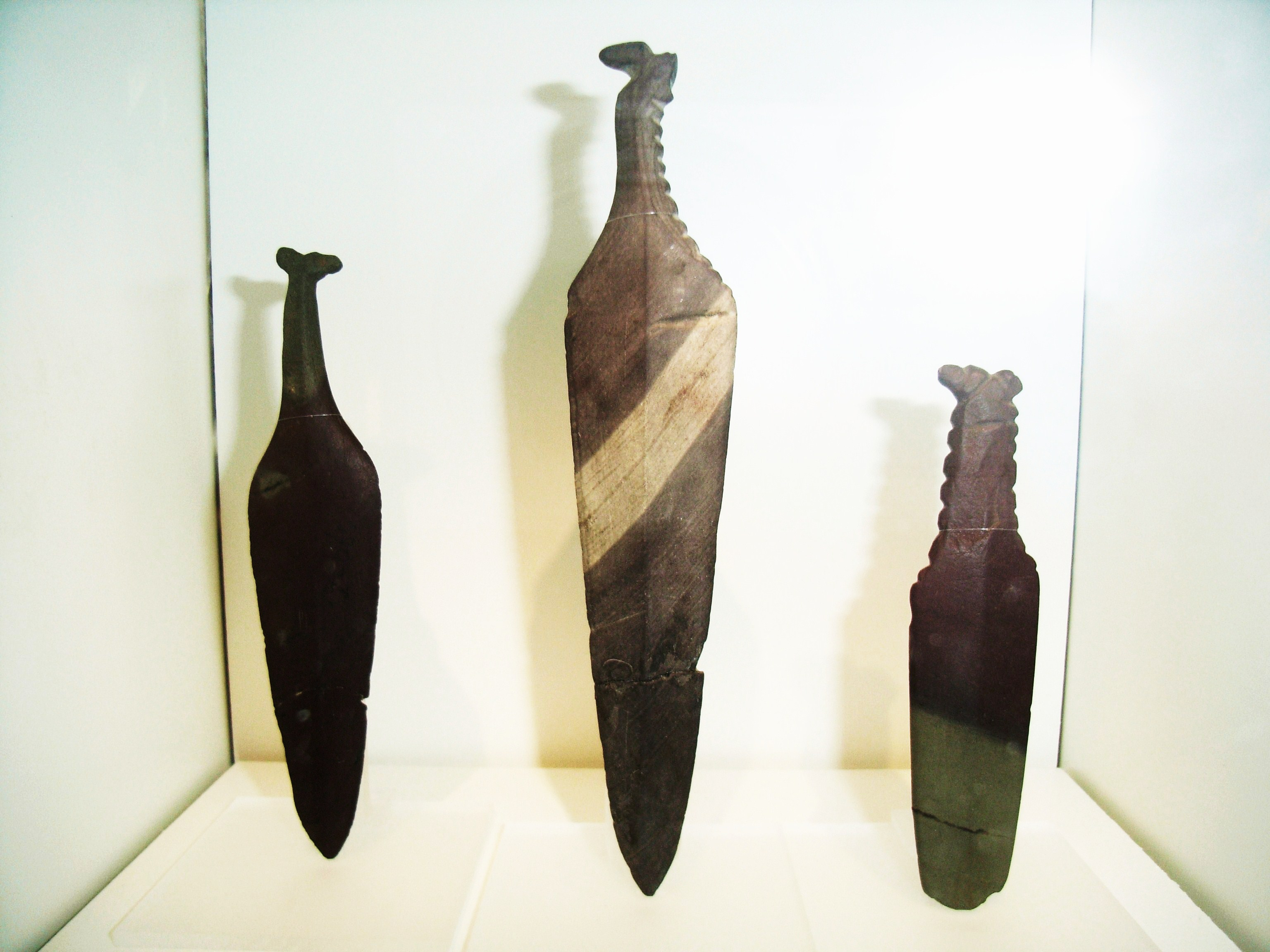
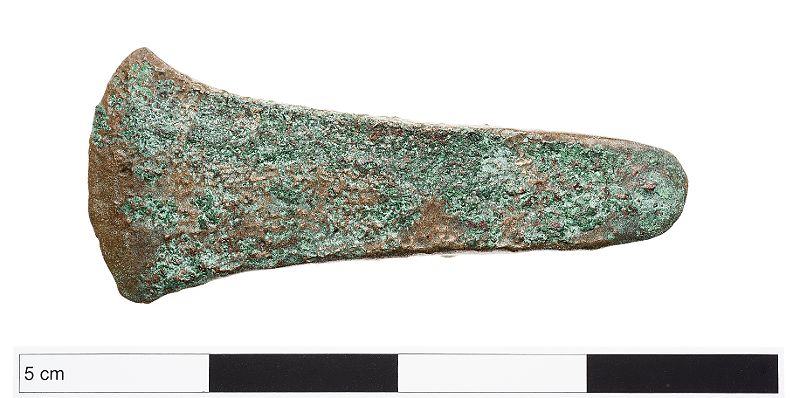
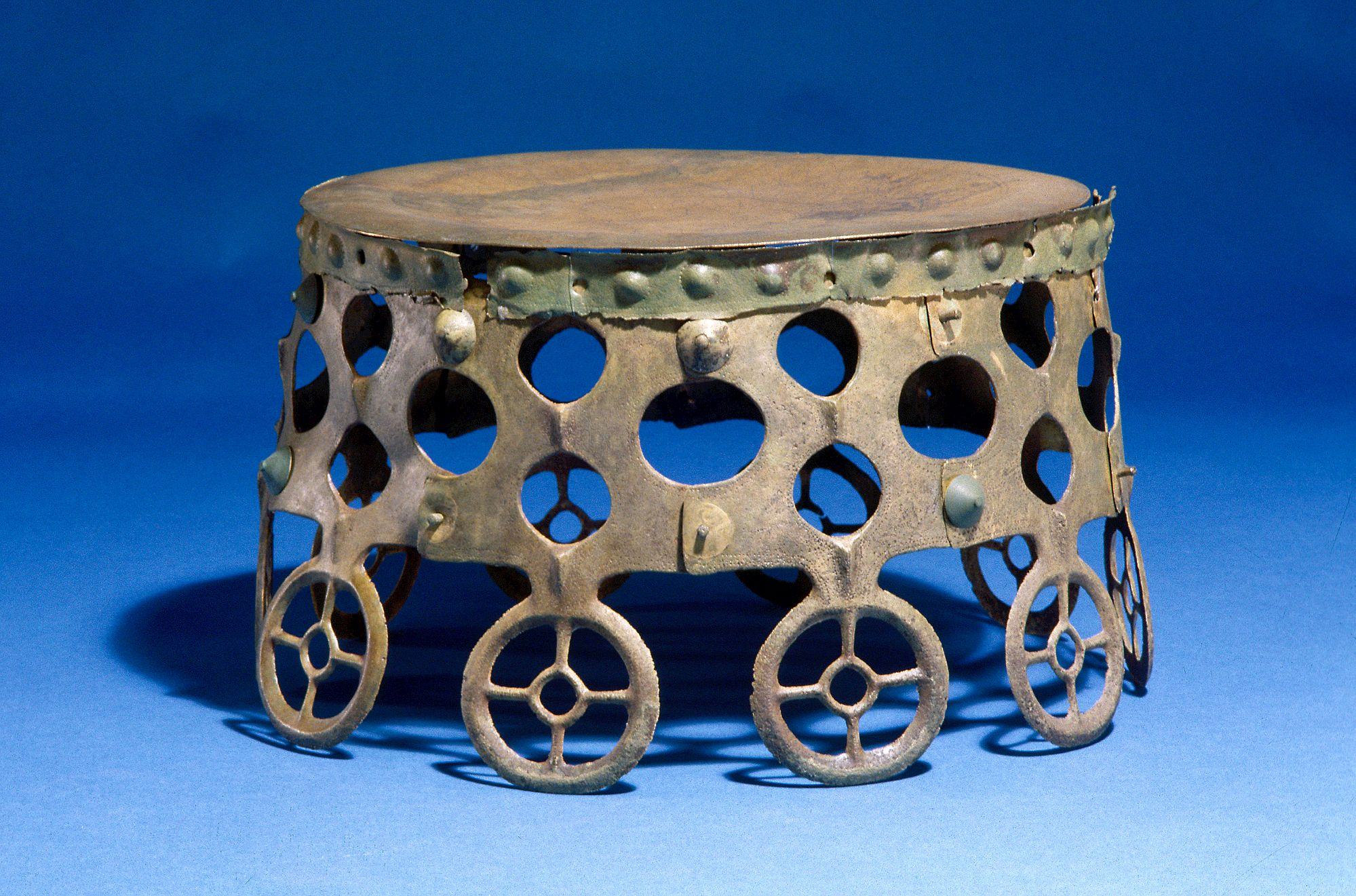
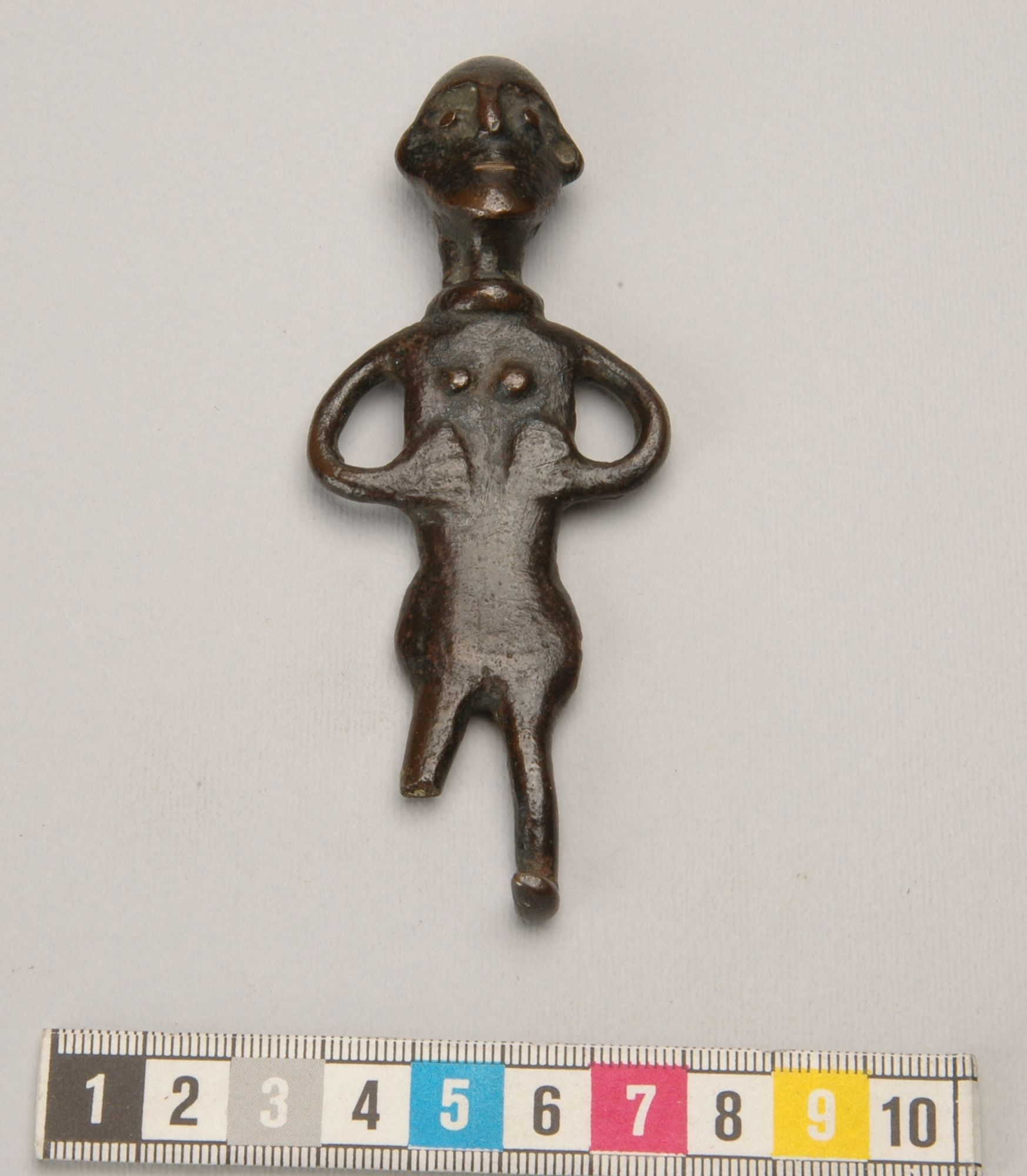
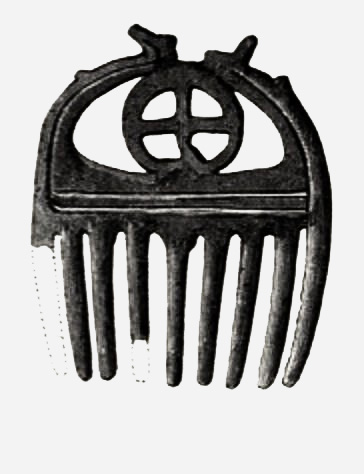
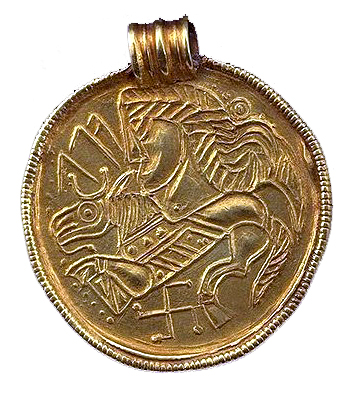
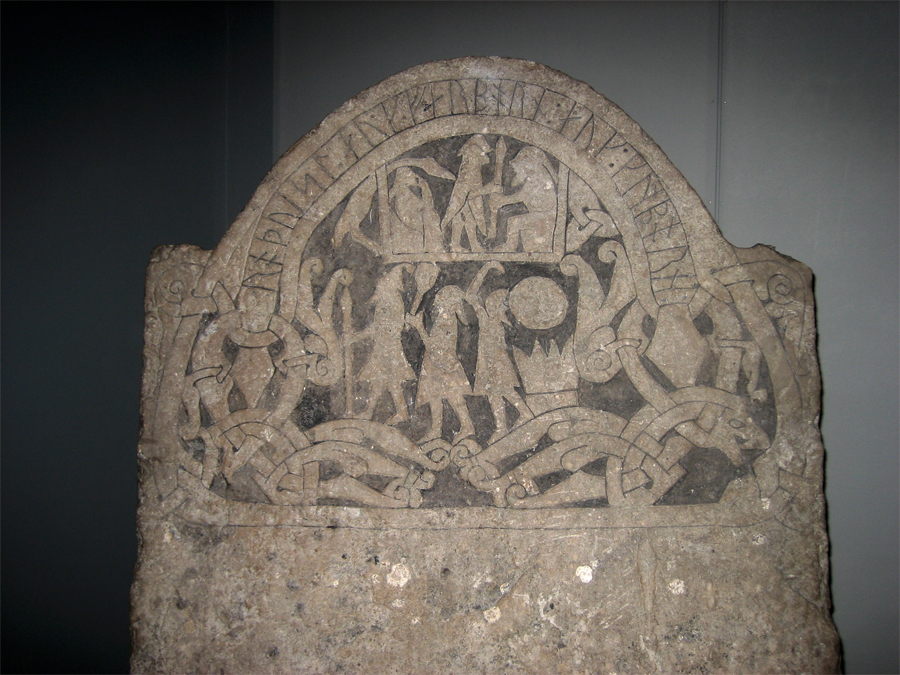
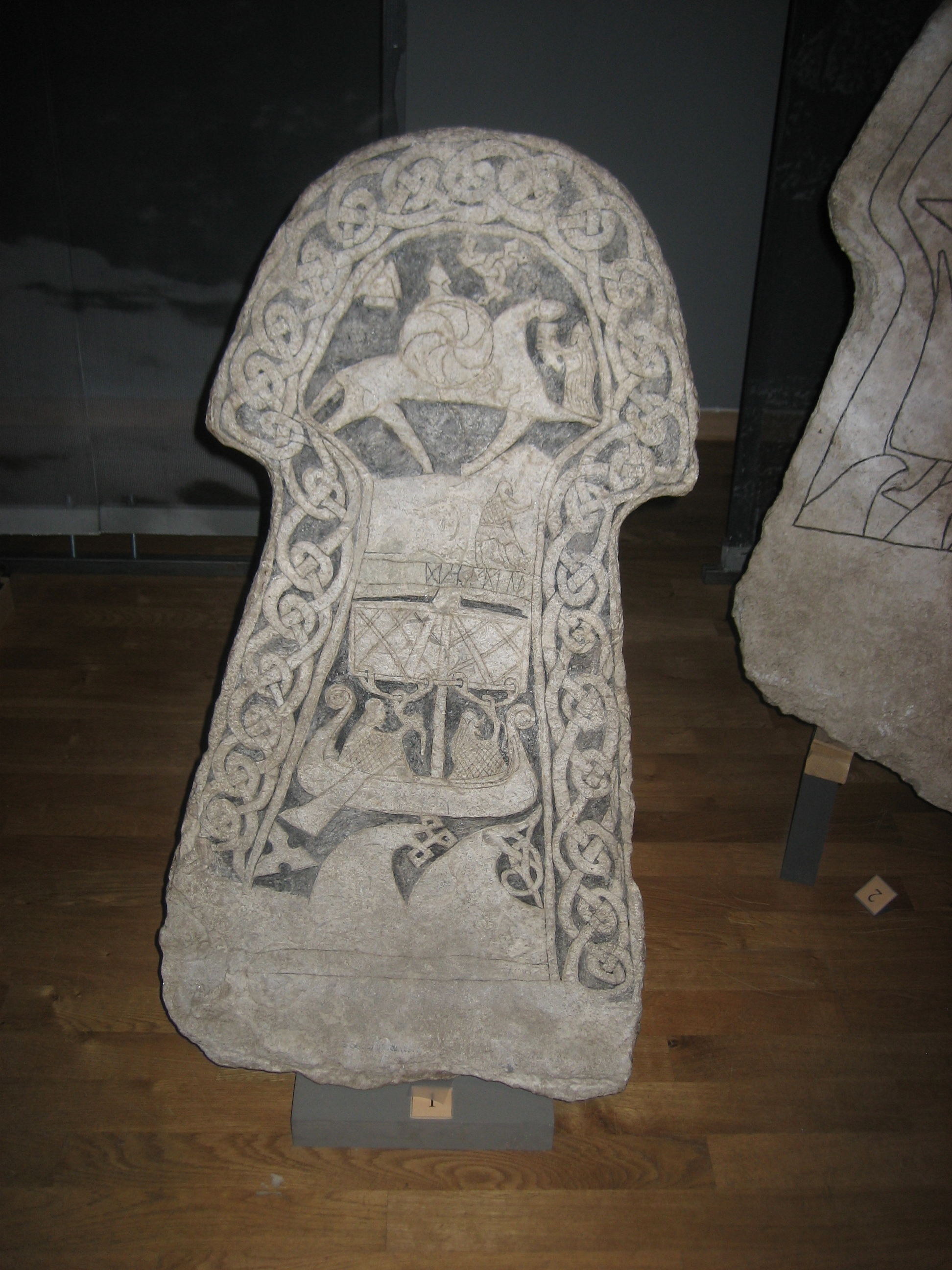
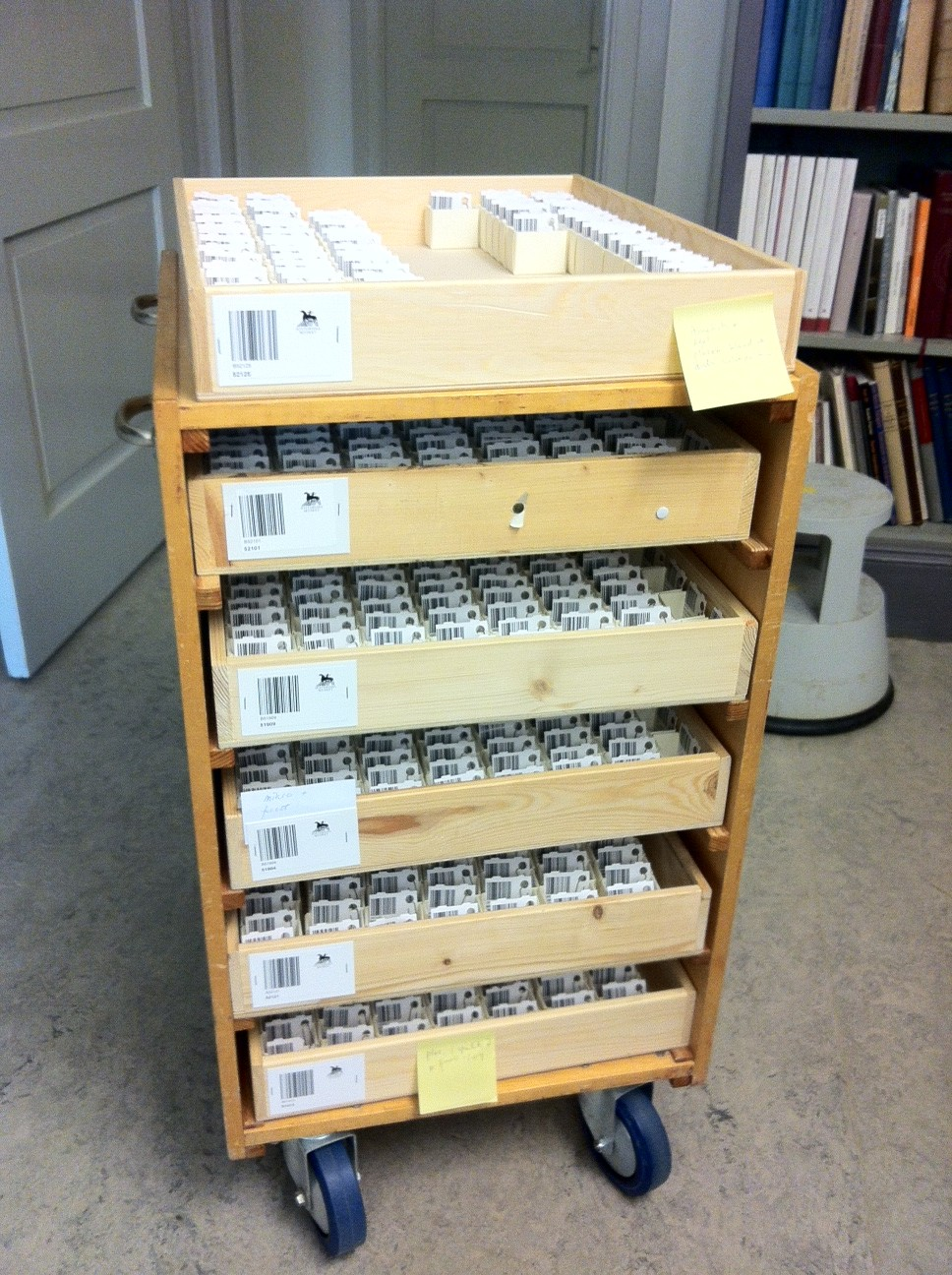
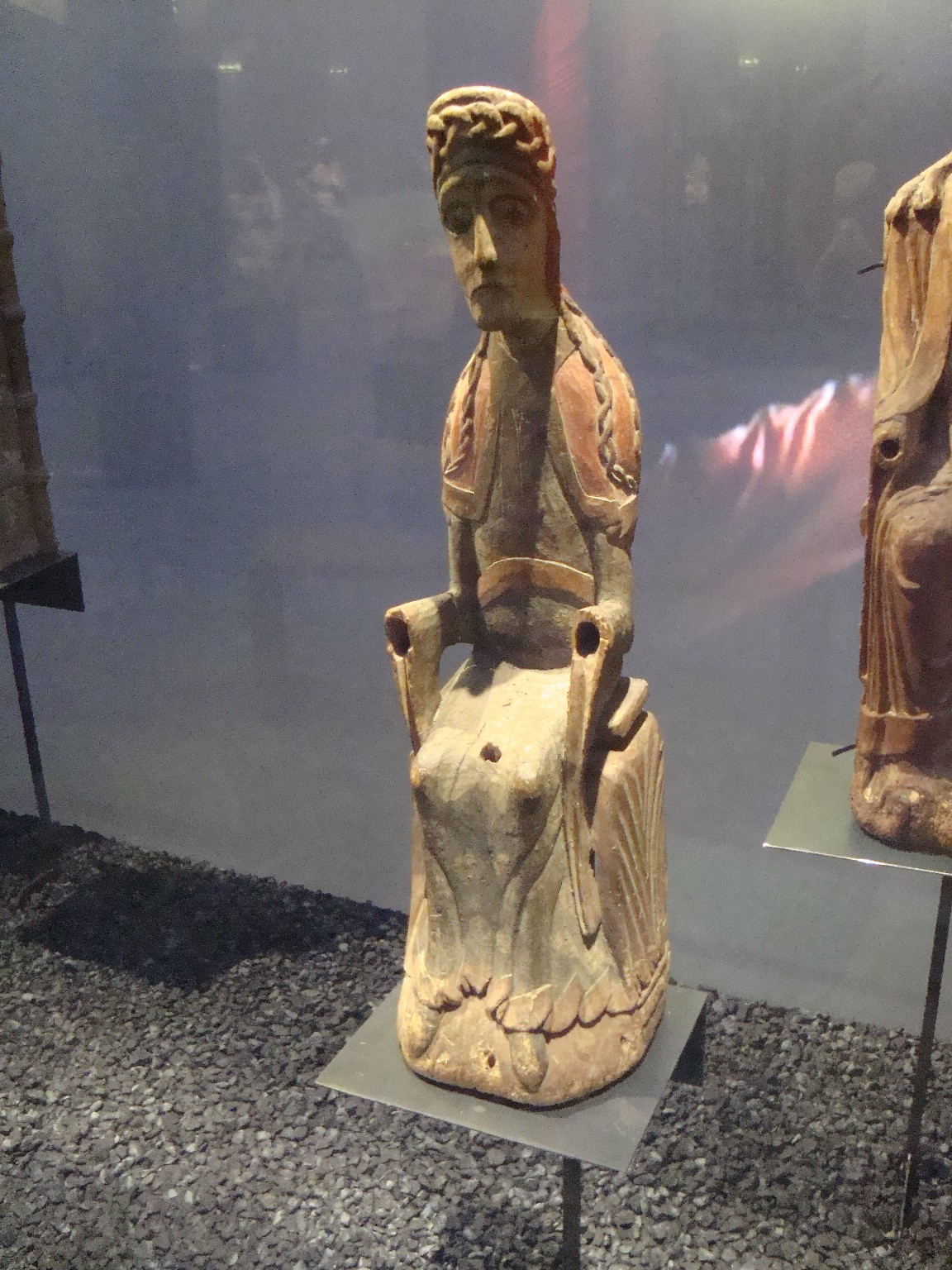
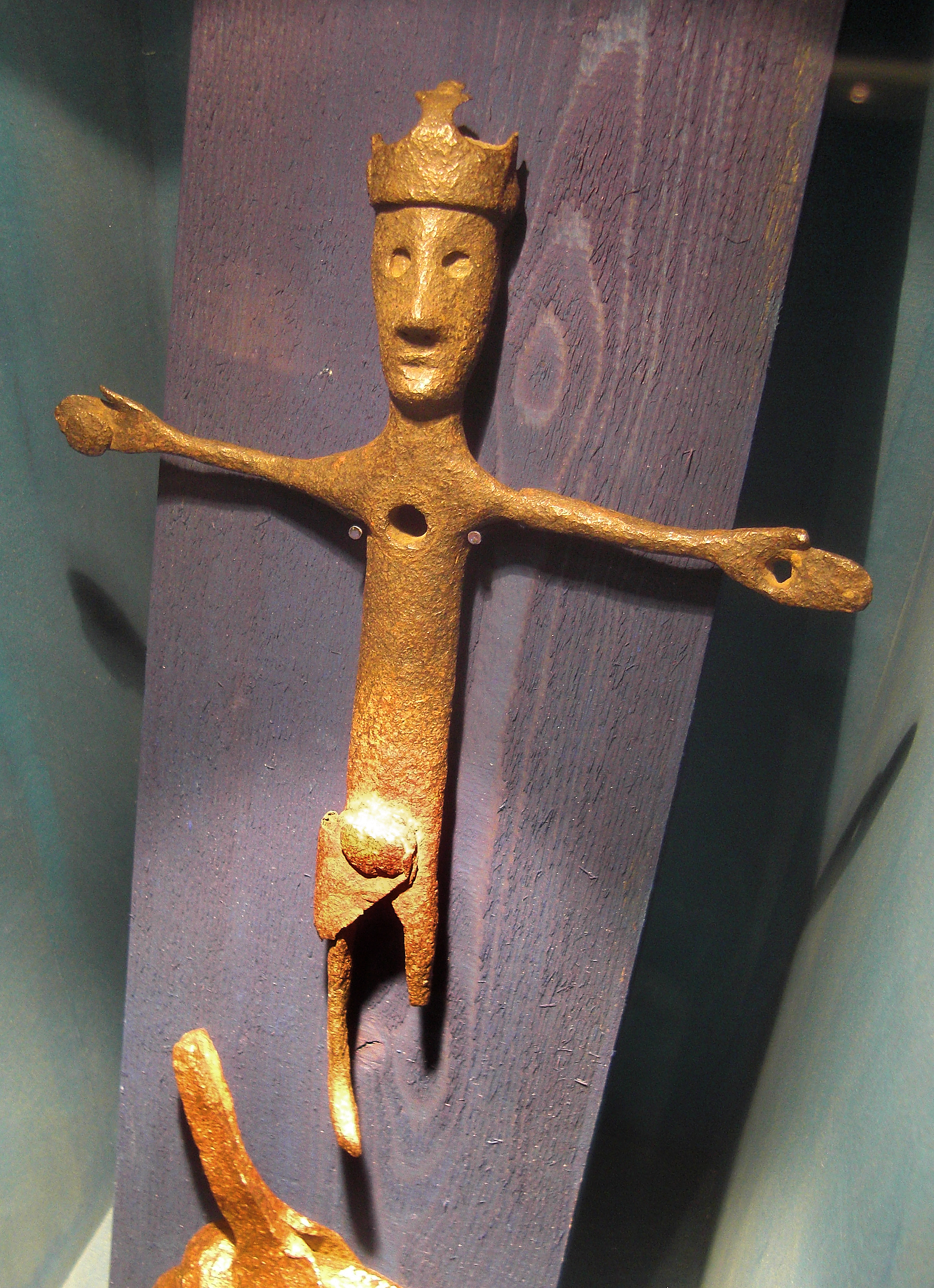
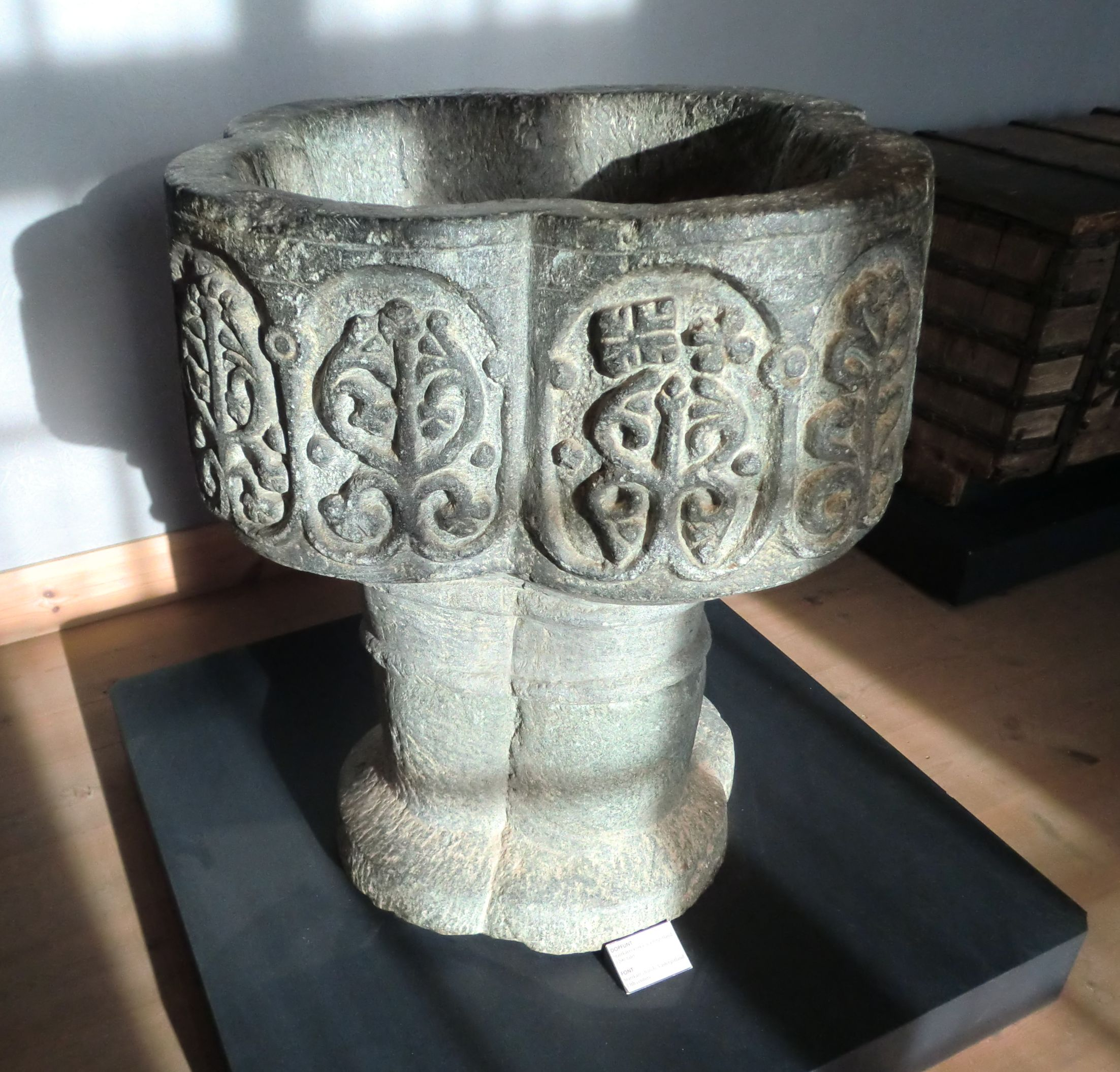
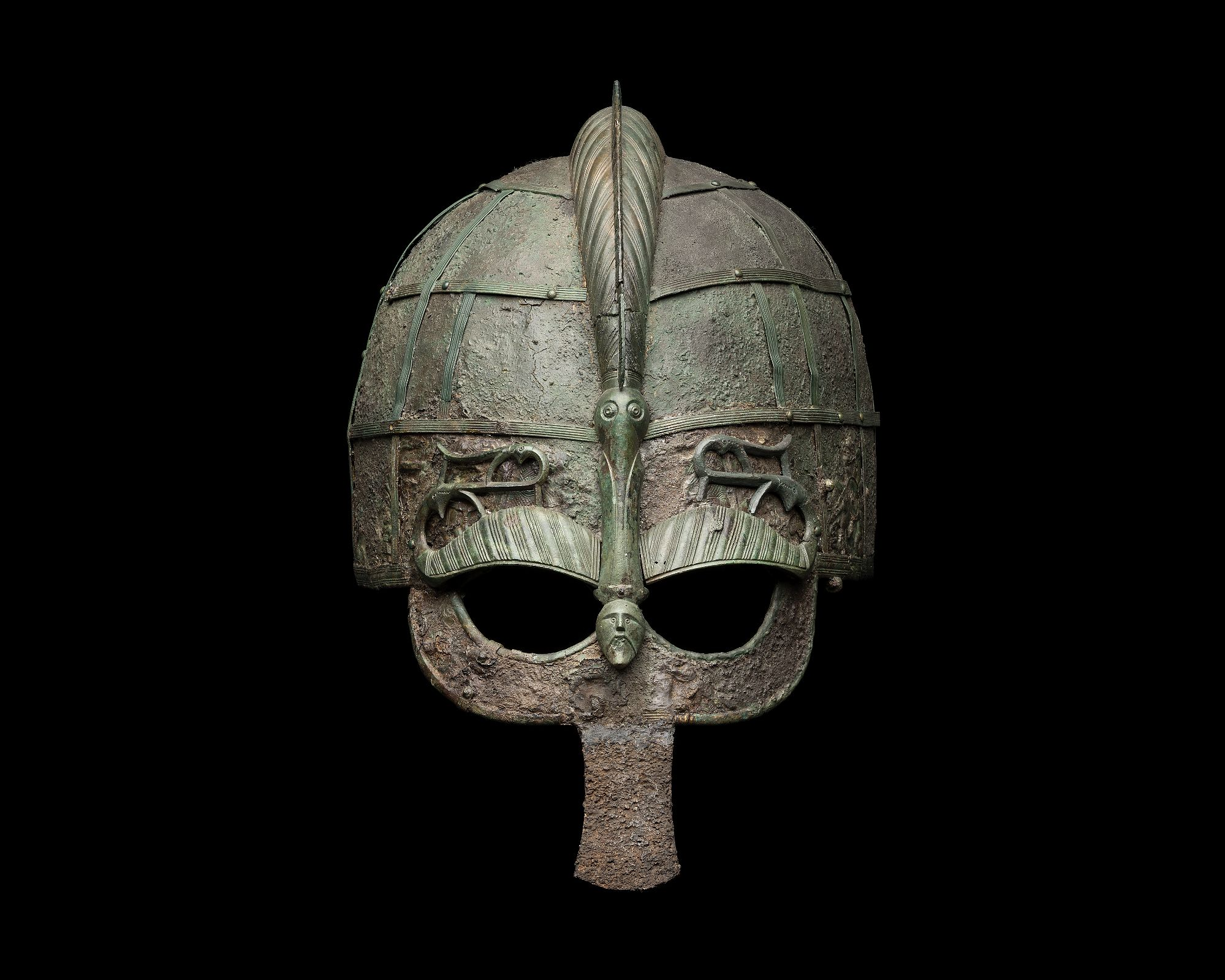

## Historia

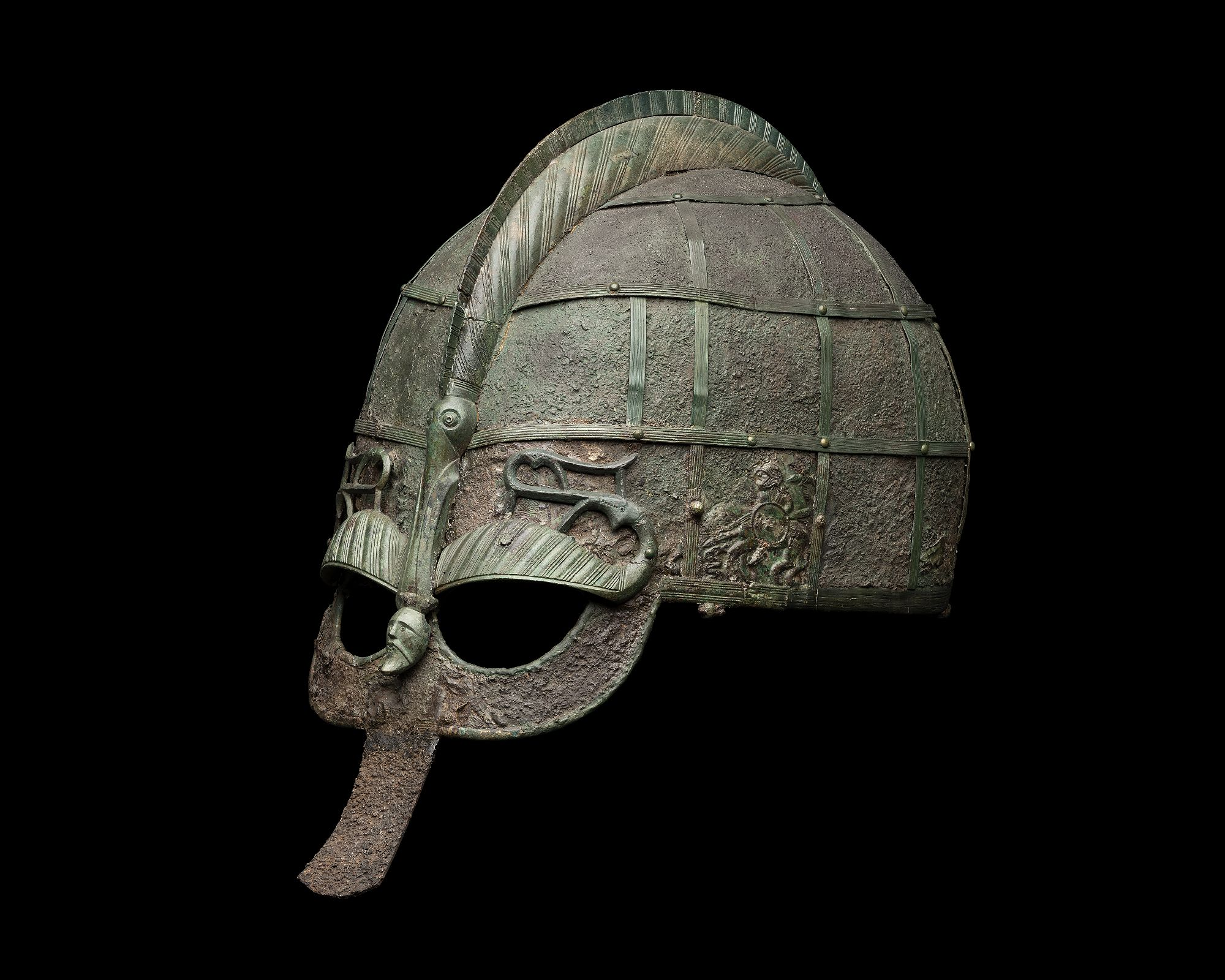
El magnífico casco de hierro con accesorios de bronce hallado en el Campo de la tumba del barco de Vendel, Uppland, datado de la Era de Vendel (550–793)

Para mediados del siglo xvi, el rey Gustavo Vasa había acumulado un auténtico tesoro de objetos y obras de arte en el castillo de Gripsholm. Aquella colección seguiría creciendo a través de adquisiciones, obsequios y botines de guerra durante la época del Imperio sueco, aunque también sufrió algunos percances, como durante el gran incendio del castillo Tre Kronor en mayo de 1697.
Hacia finales del siglo xiii, numerosos objetos de arte y antigüedades fueron adquiridos por embajadores y miembros de la familia real sueca, siendo guardados en el Palacio Real de Estocolmo. Después de la muerte del rey Gustavo III en 1792, las colecciones fueron cedidas al gobierno sueco, aunque físicamente seguían en el palacio, donde ese mismo año se inauguró el Museo Real (Kongl. Museum) – de los primeros museos públicos del mundo. En 1846-1847, el museo se mudó a la Casa Ridderstolpe, en Skeppsbron, donde permaneció hasta 1865, año en que se efectuó su traslado al Nationalmuseum (el Museo Nacional de Suecia), en Estocolmo.
El actual Museo de Historia se fundó el siguiente año, en 1866, de la mano de Bror Emil Hildebrand, quien había sido director de su predecesor –el Museo Real– tanto en el palacio de Estocolmo como en la Casa Ridderstolpe. Algunos historiadores del arte consideran, sin embargo, que la fecha de inauguración del museo de facto fue la de su mudanza a la Casa Ridderstolpe, es decir, ya en 1847.
Tras mudarse al Museo Nacional, las colecciones del Museo Histórico se exhibieron en la planta baja del recién estrenado edificio. Aquellas instalaciones, sin embargo, pronto resultaron demasiado pequeñas para ambos museos. Durante la presentación de los planes para el nuevo edificio del Museo Nórdico en 1876, se sugirió que el edificio también pudiera albergar las colecciones del Museo de Historia.
Sin embargo, el debate sobre la ubicación del Museo de Historia duraría décadas más, hasta la elección en 1923 de Sigurd Curman como Custodio de Monumentos Antiguos y presidente del Consejo Nacional de Patrimonio de Suecia. Curman recondujo el debate hacia una solución permanente, iniciando la búsqueda de una nueva sede que fuera lo suficientemente grande para almacenar, manipular y exhibir el surtido de colecciones –que él denominaba «el gran caos»–, a la vez que ordenar y retomar los trabajos de investigación, denominadas por él «el vivero» (haciendo alusión a los baúles en los que los pescadores guardaban los peces vivos bajo el agua).
En 1929, el gobierno sueco propuso los antiguos cuarteles y establos militares de la calle Storgatan de Estocolmo para alojar las instalaciones del museo. En 1930 se celebró un concurso público para elegir la mejor propuesta arquitectónica de conversión del conjunto en un alojamiento adecuado para el museo. Varios arquitectos han logrado trazar un plan viable tanto para la remodelación del recinto y los edificios como del área circundante. El proyecto se llevó a cabo en colaboración con Curman, el Consejo Nacional de Propiedad y el Consejo Nacional del Patrimonio.
Cuando Curman diseñó originalmente la distribución de las colecciones, tomó prestadas ideas de exposiciones contemporáneas, ferias industriales y galerías. Su idea fue atraer y educar al público, algo que fue recibido con escepticismo por parte de la comunidad académica que consideraba al museo principalmente una institución científica. Sin embargo, con el interés manifestado por el público y el apoyo de las autoridades suecas, se hicieron patente los objetivos museísticos y educativos de la institución.

## Diseño exterior

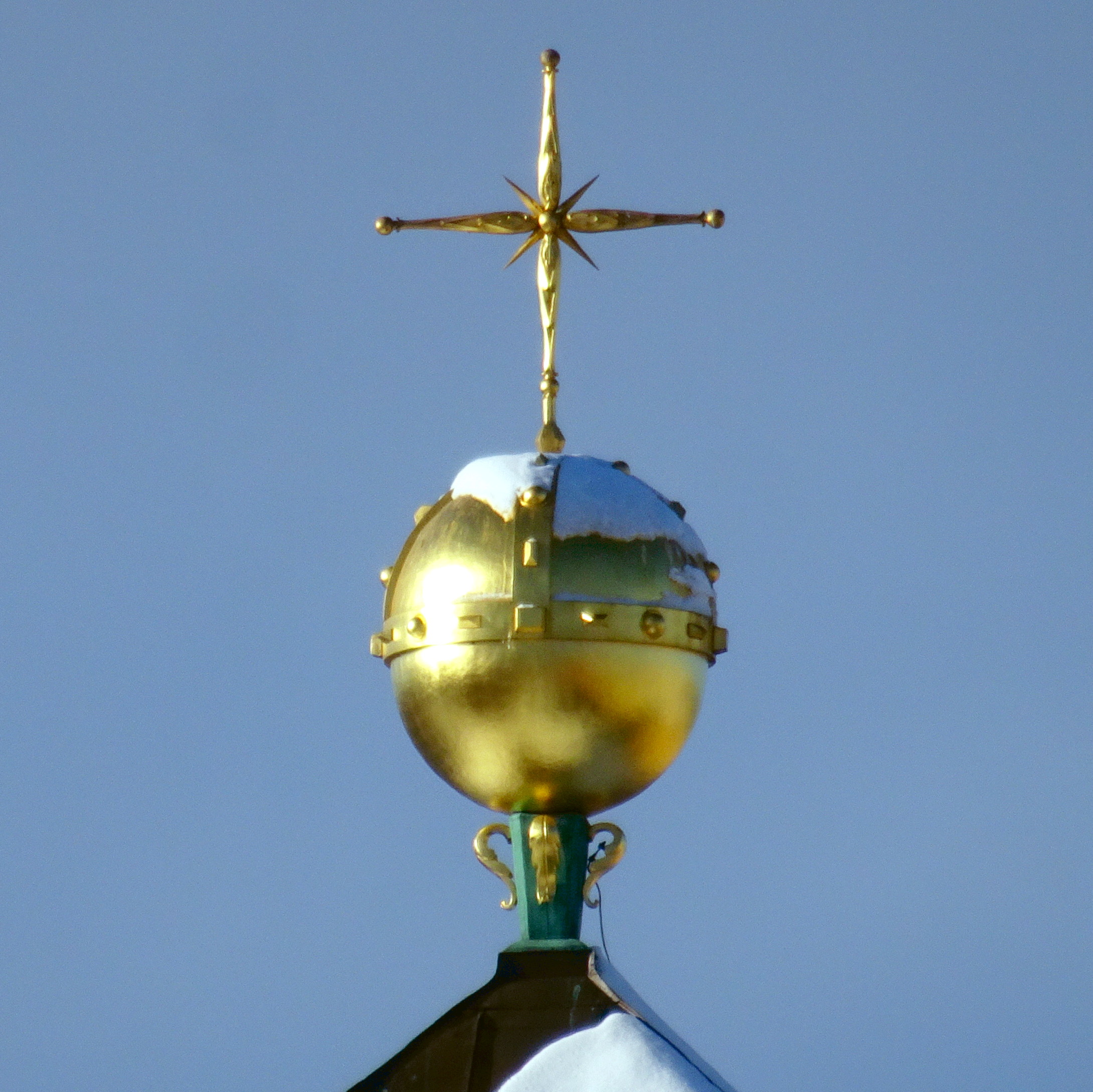
La «manzana nacional», en la torre del museo

El edificio principal, diseñado entre 1935 y 1940, es una mezcla entre el estilo modernista predominante de la época y el contexto histórico, dado tanto por la naturaleza de las colecciones como por el diseño al estilo neoclásico de los cuarteles y establos, típico del siglo xix (habiendo sido construidos entre 1805 y 1818). La sucesión de fachadas solía estar expuesta a la bahía de Saltsjön hasta entrado el siglo xix, mientras que el edificio principal forma un compacto bloque que da a una explanada.
El museo se extiende por cuatro edificios en forma de bloques de dos y tres plantas que rodean un patio interior, confiriéndole la apariencia de una fortaleza. La fachada es austera y está decorada con esculturas de Bror Marklund, incorporadas en 1959, y relieves más tardíos. La mayor parte de las decoraciones del museo fueron elegidas en una serie de concursos. En el patio, junto a una piscina, se encuentra una de las esculturas representativas del museo, llamada Näcken (el cuello).

### Puertas de la historia
En 1938, Marklund ganó el concurso para diseñar y construir la entrada principal del museo. Las puertas, llamadas Puertas de la historia (Historiens Portar), resultaron un proyecto complejo que tardaría tres años en completar, siendo inauguradas en 1952. Con una altura de 4,5 metros y pesando alrededor de una tonelada cada una, la confección de estas grandes obras de bronce se hizo en la fundición del artesano sueco Herman Bergman, siendo posteriormente moldeadas por Marklund. Su financiación corrió a cargo de la fundación de la filántropa Eva Bonnier.
A través de una serie de diez secciones, las puertas narran la historia de Suecia desde la Edad de Piedra hasta la Edad Media. La puerta de la izquierda representa la era pagana, con Odín como figura central, mientras que la puerta de la derecha representa a Ascario de Amiens y la era cristiana.
Una notable desviación del tema histórico es la representación de una botella pilsener de la década de 1950 en el extremo derecho de la puerta derecha, representando a los trabajadores que confeccionaron las puertas y construyeron el museo.